# Norman Batten
Norman Batten (ur. 30 kwietnia 1893 roku w East Orange, zm. 12 listopada 1928 roku na Oceanie Atlantyckim) – amerykański kierowca wyścigowy. Był na pokładzie liniowca SS Vestris, który zatonął 12 listopada 1928 roku.

## Kariera
W swojej karierze Batten startował głównie w Stanach Zjednoczonych w mistrzostwach AAA Championship Car oraz towarzyszącym mistrzostwom słynnym wyścigu Indianapolis 500, będącym w latach 1923-1930 jednym z wyścigów Grandes Épreuves. W drugim sezonie startów, w 1925 roku raz stanął na podium. Z dorobkiem 250 punktów został sklasyfikowany na jedenastej pozycji w klasyfikacji generalnej. Rok później trzykrotnie stawał na podium, w tym raz na jego najwyższym stopniu. Uzbierane 620 punktu dało mu ósme miejsce w klasyfikacji mistrzostw. W tym samym roku w wyścigu Indianapolis 500 został sklasyfikowany na siódmej pozycji. W sezonie 1928 dojechał do mety Indy 500 jako piąty. W mistrzostwach AAA uzbierał łącznie 145 punktów. W klasyfikacji końcowej był siódmy.